# Crystal Palace F.C.
Crystal Palace Football Club – angielski klub piłkarski założony w Londynie w 1905 roku, występujący obecnie w Premier League. Zdobywca Pucharu Anglii w sezonie 2024/2025.

## Historia
Crystal Palace został założony w 1905 roku w południowym Londynie. Swoje pierwsze spotkanie drużyna rozegrała 2 września 1905 roku z rezerwami Southampton w ramach Southern League Division Two. W 1924 roku Palace przenieśli się na stadion Selhurst Park, gdzie rozgrywają swoje mecze do dziś. Pierwszy mecz na tym stadionie rozegrany został 30 sierpnia, a rywalem był zespół Sheffield Wednesday.
W 1969 roku drużyna zajęła 2. miejsce w Division Two, uzyskując pierwszy raz w historii awans do najwyższej klasy rozgrywkowej w Anglii, gdzie spędziła następne 4 sezony. Inauguracyjny sezon w pierwszej lidze Palace zakończyli na ostatnim bezpiecznym 20. miejscu. W 1973 roku drużyna zajęła 21. miejsce spadając z ligi. W tym roku po raz pierwszy w herbie klubu pojawił się orzeł, który stał się w późniejszych latach jednym z najważniejszych symboli Palace. W kolejnym sezonie drużyna zaliczyła kolejny spadek do Division Three. W 1977 roku managerem został mianowany Terry Venables, który przez dwa lata wywalczył dwa kolejne awanse, wprowadzając Palace z powrotem do pierwszej ligi. W pierwszym sezonie po powrocie drużyna zajęła 13. miejsce. Natomiast w sezonie 1980/81 zespół znów spadł do Division Two.
Po 8 sezonach w Division Two Steve Coppell wprowadził Palace na najwyższy poziom rozgrywek, wygrywając w 1989 roku 3-0 baraż z drużyną Blackburn Rovers. W 1990 roku drużyna awansowała po raz pierwszy w historii do finału pucharu Anglii. Pierwsze spotkanie z Manchesterem United na Wembley zakończyło się wynikiem 3:3. W powtórzonym spotkaniu Palace przegrali 0:1. W sezonie 1990/91 drużyna zajęła 3. miejsce w pierwszej lidze, co było najlepszym osiągnięciem w historii Crystal Palace. W tym sezonie piłkarze Orłów wrócili także na Wembley, gdzie pokonali Everton, zdobywając Zenith Data Systems Cup. Po sezonie 1992/93 zespół spadł z nowo powstałej Premier League, aby po roku do niej powrócić, wygrywając tytuł First Division. Sezon 1994/95 Palace ukończyli na 19. miejscu, które oznaczało spadek z Premier League. Rok 1997 przyniósł kolejny awans do najwyższej klasy rozgrywkowej po wygraniu na Wembley finału baraży z Sheffield United 1:0. Pomimo wzmocnienia drużyny takimi piłkarzami jak Attilio Lombardo i Tomas Brolin drużyna zajęła ostatnie miejsce w Premier League. Na końcu tego sezonu drużyna zaliczyła jedyny w historii start w europejskich pucharach, przegrywając dwa razy 0:2 z tureckim zespołem Samsunspor w trzeciej rundzie Pucharu Intertoto. Sezon Crystal Palace zakończyli z poważnymi problemami finansowymi i weszli na dwa lata pod zarząd administracyjny. W lipcu 2000 roku nowym właścicielem klubu został Simon Jordan, wyprowadzając Palace z zarządu administracyjnego.
W 2004 roku drużyna awansowała do finału baraży o Premier League, gdzie na stadionie Millenium w Cardiff pokonała 1:0 West Ham United. Pobyt w Premier League zakończył się znowu po roku. Od sezonu 2005/06 drużyna nieprzerwanie występuje na drugim stopniu rozgrywek. W 2006 i 2008 roku Palace zakwalifikowali się do baraży o Premier League, jednak w półfinałach przegrali odpowiednio z Watford w 2006 roku i z Bristol City w 2008. W sezonie 2009/2010 do klubu ponownie wszedł pod zarząd administracyjny. W połowie rozgrywek drużynie odjęto 10 punktów, co zmusiło Palace do heroicznej walki o utrzymanie do ostatniej kolejki, gdzie w decydującym starciu na stadionie Hillsborough z ekipą Sheffield Wednesday zremisowali 2:2 zapewniając sobie utrzymanie po bramkach Alana Lee i Darrena Ambrose’a. W lecie 2010 klubowi groziła likwidacja. Został on jednak przejęty przez konsorcjum CPFC2010, co pozwoliło Palace przetrwać. W sezonie 2011/2012 Orły po zwycięstwie 2:1 nad Manchesterem United na Old Trafford awansowały do półfinału Carling Cup, gdzie jednak musiały uznać wyższość Cardiff City po rzutach karnych. Sezon ten drużyna zakończyła na bezpiecznym 17. miejscu w tabeli.
27 maja 2013 roku drużyna awansowała do Premier League, po wygraniu 1:0 w finale play-off z Watford. Bramkę na wagę awansu zdobył w 115. minucie spotkania Kevin Phillips z rzutu karnego. 3 stycznia 2015 r. trenerem Crystal Palace został Alan Pardew.

## Sukcesy
- Dawna Football League First Division / Premier League
  - Trzecie miejsce – 1990/91
- Dawna Football League Second Division / Championship
  - Zwycięzca (2) – 1978/79, 1993/94
  - Drugie miejsce – 1968/69
  - Zwycięzca Play-off (4) – 1988/89, 1996/97, 2003/04, 2012/13
- Dawna Football League Third Division
  - Drugie miejsce – 1963/64
- Dawna Football League Fourth Division
  - Drugie miejsce – 1960/61
- Zenith Data Systems Cup
  - Zdobywca (1) – 1990/1991
- FA Cup
  - Zwycięzca (1) – 2024/2025
  - Finalista (2) – 1989/1990, 2015/2016
- Community Shield
  - Zwycięzca (1) – 2025/2026

## Rekordy klubowe
- Najwięcej meczów: Jim Cannon, 571 (1972-1988)
- Najwięcej goli w lidze: Peter Simpson, 153 (1930-36)
- Najwyższa frekwencja w historii: 51,482 z Burnley, 11 maja 1979 (Division 2)
- Najwyższe miejsce w historii na koniec sezonu: 3 w Division 1 (obecna Premier League), sezon 1990/91
- Najwyższe zwycięstwo w lidze: 9-0 z Barrow, 10 października 1959 (Division 4)
- Najwyższa porażka w lidze: 0-9 z Liverpoolem, 12 września 1989 (Division 1)
- Najwyższy transfer do klubu: Yohan Cabaye za £12m z Paris Saint-Germain
- Najwyższy transfer z klubu: Wilfried Zaha za £10m do Manchester United

## Stadion
- Nazwa: Selhurst Park
- Pojemność: 26,309
- Inauguracja: 1924
- Wymiary boiska: 99 × 67 m

## Trenerzy
| - Jack Robson (1905–1907) - Edmund Goodman (1907–1925) - Alec Maley (1925–1927) - Fred Mavin (1927–1930) - Jack Tresadern (1930–1935) - Tom Bromilow (1935–1936) - R. S Moyes (1936) - Tom Bromilow (1937–1939) - George Irwin (1939–1947) - Jack Butler (1947–1949) - Ronnie Rooke (1949–1950) - Fred Dawes i Charlie Slade (1950–1951) - Laurie Scott (1951–1954) - Cyril Spiers (1954–1958) - George Smith (1958–1960) - Arthur Rowe (1960–1962) - Dick Graham (1962–1966) - Arthur Rowe (1966) - Bert Head (1966–1973) - Malcolm Allison (1973–1976) - Terry Venables (1976–1980) - Ernie Walley (1980) - Malcolm Allison (1980–1981) - Dario Gradi (1981) - Steve Kember (1981–1982) - Alan Mullery (1982–1984) - Steve Coppell (1984–1993) |  | - Alan Smith (1993–1995) - Steve Coppell (1995–1996) - Dave Bassett (1996–1997) - Steve Coppell (1997–1998) - Attilio Lombardo i Tomas Brolin (1998) - Terry Venables (1998–1999) - Steve Coppell (1999–2000) - Alan Smith (2000–2001) - Steve Kember (2001) - Steve Bruce (2001) - Steve Kember i Terry Bullivant (2001) - Trevor Francis (2001–2003) - Steve Kember (2003) - Kit Symons (2003) - Iain Dowie (2003–2006) - Peter Taylor (2006–2007) - Neil Warnock (2007–2010) - Paul Hart (2010) - George Burley (2010–2011) - Dougie Freedman (2011–2012) - Ian Holloway (2012–2013) - Tony Pulis (2013–2014) - Neil Warnock (2014) - Alan Pardew (2015–2016) - Sam Allardyce (2016–2017) - Frank de Boer (2017) - Roy Hodgson (2017–2021) - Patrick Vieira (2021–2023) - Roy Hodgson (2023–2024) - Oliver Glasner (od 2024) |

## Obecny sztab szkoleniowy
- Menedżer – Oliver Glasner
- Asystent menedżera – Osian Roberts
- Trener bramkarzy – Dean Kiely
- Lekarz – Bill Jasper
- Fizjoterapeuta – Alex Manos
- Asystent fizjoterapeuty – John Stannard
- Trener przygotowania kondycyjnego – Scott Guyett

## Obecny skład
Stan na 27 września 2023.
| Nr | Poz. | Piłkarz              |
| -- | ---- | -------------------- |
| 1  | BR   | Dean Henderson       |
| 2  | OB   | Joel Ward (kapitan)  |
| 3  | OB   | Tyrick Mitchell      |
| 4  | OB   | Rob Holding          |
| 5  | OB   | Maxence Lacroix      |
| 6  | OB   | Marc Guéhi           |
| 7  | PO   | Ismaïla Sarr         |
| 8  | PO   | Jefferson Lerma      |
| 9  | NA   | Eddie Nketiah        |
| 10 | PO   | Eberechi Eze         |
| 11 | NA   | Matheus França       |
| 12 | OB   | Daniel Muñoz         |
| 14 | NA   | Jean-Philippe Mateta |
| 15 | PO   | Jeff Schlupp         |

| Nr | Poz. | Piłkarz                                       |
| -- | ---- | --------------------------------------------- |
| 17 | OB   | Nathaniel Clyne                               |
| 18 | PO   | Daichi Kamada                                 |
| 19 | PO   | Will Hughes                                   |
| 20 | PO   | Adam Wharton                                  |
| 26 | OB   | Chris Richards                                |
| 28 | PO   | Cheick Doucouré                               |
| 31 | BR   | Remi Matthews                                 |
| 34 | OB   | Chadi Riad                                    |
| 42 | PO   | Kaden Rodney                                  |
| 46 | NA   | Franco Umeh-Chibueze                          |
| 55 | PO   | Justin Devenny                                |
| 64 | PO   | Asher Agbinone                                |
|    | OB   | Trevoh Chalobah (wypożyczony z Chelsea)       |
|    | BR   | Matt Turner (wypożyczony z Nottingham Forest) |

### Piłkarze na wypożyczeniu
| Nr | Poz. | Piłkarz                                               |
| -- | ---- | ----------------------------------------------------- |
| 22 | NA   | Odsonne Édouard (w Leicester City do 30 czerwca 2025) |
| 23 | PO   | Malcolm Ebiowei (w Oxford United do 30 czerwca 2025)  |
| 29 | PO   | Naouirou Ahamada (w Rennes do 30 czerwca 2025)        |
| 41 | BR   | Joe Whitworth (w Exeter City do 30 czerwca 2025)      |

| Nr | Poz. | Piłkarz                                                   |
| -- | ---- | --------------------------------------------------------- |
| 48 | NA   | Luke Plange (w HJK do 31 grudnia 2024)                    |
| 49 | PO   | Jesurun Rak-Sakyi (w Sheffield United do 30 czerwca 2025) |
| 52 | PO   | David Ozoh (w Derby County do 30 czerwca 2025)            |

## Piłkarz roku
Od 1972 roku klub prowadzi plebiscyt na najlepszego piłkarza sezonu. Pierwszym triumfatorem był John McCormick.
| Sezon   | Zwycięzca        |
| ------- | ---------------- |
| 1971/72 | John McCormick   |
| 1971/73 | Tony Taylor      |
| 1973/74 | Peter Taylor     |
| 1974/75 | Derek Jeffries   |
| 1975/76 | Peter Taylor     |
| 1976/77 | Kenny Sansom     |
| 1977/78 | Jim Cannon       |
| 1978/79 | Kenny Sansom     |
| 1979/80 | Paul Hinshelwood |
| 1980/81 | Paul Hinshelwood |
| 1981/82 | Paul Barron      |
| 1982/83 | Jerry Murphy     |
| 1983/84 | Billy Gilbert    |
| 1984/85 | Jim Cannon       |
| 1985/86 | George Wood      |

| Sezon   | Zwycięzca        |
| ------- | ---------------- |
| 1986/87 | Jim Cannon       |
| 1987/88 | Geoff Thomas     |
| 1988/89 | Ian Wright       |
| 1989/90 | Mark Bright      |
| 1990/91 | Geoff Thomas     |
| 1991/92 | Eddie McGoldrick |
| 1992/93 | Andy Thorn       |
| 1993/94 | Chris Coleman    |
| 1994/95 | Richard Shaw     |
| 1995/96 | Andy Roberts     |
| 1996/97 | David Hopkin     |
| 1997/98 | Marc Edworthy    |
| 1998/99 | Hayden Mullins   |
| 1999/00 | Andy Linighan    |
| 2000/01 | Fan Zhiyi        |

| Sezon   | Zwycięzca       |
| ------- | --------------- |
| 2001/02 | Dougie Freedman |
| 2002/03 | Hayden Mullins  |
| 2003/04 | Andrew Johnson  |
| 2004/05 | Andrew Johnson  |
| 2005/06 | Emmerson Boyce  |
| 2006/07 | Leon Cort       |
| 2007/08 | Julián Speroni  |
| 2008/09 | Julián Speroni  |
| 2009/10 | Julián Speroni  |
| 2010/11 | Nathaniel Clyne |
| 2011/12 | Jonathan Parr   |
| 2012/13 | Mile Jedinak    |
| 2013/14 | Julián Speroni  |
| 2014/15 | Scott Dann      |
| 2015/16 | Wilfried Zaha   |

| Sezon   | Zwycięzca         |
| ------- | ----------------- |
| 2016/17 | Wilfried Zaha     |
| 2017/18 | Wilfried Zaha     |
| 2018/19 | Aaron Wan-Bissaka |
| 2019/20 | Jordan Ayew       |
| 2020/21 | Vicente Guaita    |

## Kibice
Najzagorzalsi fani Crystal Palace zajmują dolne sektory trybuny Holmesdale Stand. Za największych rywali kibice Palace uważają Brighton & Hove Albion. Mecze między tymi drużynami znane są jako M23/A23 derby. Nazwa pochodzi od autostrady łączącej południowy Londyn z Brighton. W dalszej kolejności do największych rywali zaliczają się Millwall i Charlton Athletic.

## Europejskie puchary
Legenda do wszystkich tabel:
- Q – runda eliminacyjna, 1/16, 1/8, 1/4, 1/2 – odpowiednia faza rozgrywek, Grupa – runda grupowa, 1r gr – pierwsza runda grupowa, 2r gr – druga runda grupowa, F – finał, R – runda, PO – play-off
- k. – rzuty karne, los. – losowanie, Dogr. – dogrywka, w. – zasada bramek strzelonych na wyjeździe

| Sezon   | Rozgrywki        | Runda | Klub        | Dom | Wyjazd | Ogólnie |
| ------- | ---------------- | ----- | ----------- | --- | ------ | ------- |
| 1998    | Puchar Intertoto | 3R    | Samsunspor  | 0–2 | 0–2    | 0–4     |
| 2025/26 | Liga Konferencji | PO    | Fredrikstad | –   | –      | –       |